# 8771 Biarmicus
A 8771 Biarmicus (ideiglenes jelöléssel 3187 T-2) a Naprendszer kisbolygóövében található aszteroida. Cornelis Johannes van Houten, Ingrid van Houten-Groeneveld és Tom Gehrels fedezte fel 1973. szeptember 30-án.